# Проводы новобранца (картина Репина)
«Про́воды новобра́нца» — картина русского художника Ильи Репина (1844—1930), оконченная в 1879 году. Хранится в Государственном Русском музее в Санкт-Петербурге (инв. Ж-4061). Размер — 143 × 225 см. Тема произведения тесно связана с историческими событиями, происходившими в Российской империи в 1870-х годах, — заменой рекрутского набора всеобщей воинской повинностью и началом Русско-турецкой войны 1877—1878 годов. Действие, описываемое на картине, происходит на типичном русском крестьянском дворе — семья прощается с новобранцем.
Репин работал над картиной «Проводы новобранца» в 1877—1879 годах в Москве и Абрамцеве. Окончательная версия полотна была написана по заказу великого князя Владимира Александровича, который и приобрёл её в 1879 году. Во Владимирском дворце, где жил великий князь, «Проводы новобранца» были вывешены в бильярдной комнате, напротив приобретённых им ранее «Бурлаков на Волге». Картина «Проводы новобранца» была представлена на московской части 8-й выставки Товарищества передвижных художественных выставок («передвижников»), открывшейся в апреле 1880 года. В 1881 году она экспонировалась на Выставке картин русской новой и старой школ, проходившей в здании Академии художеств в Санкт-Петербурге, а в 1882 году — на Всероссийской промышленно-художественной выставке, состоявшейся в Москве. После Октябрьской революции, в 1918 году, картина была передана в Государственный Русский музей.
Признавая, что в живописном отношении многие части полотна «Проводы новобранца» были написаны «с изумительным мастерством, колоритностью и блеском», художественный критик Владимир Стасов тем не менее считал, что в целом «картина не удалась», за исключением жены новобранца, в образе которой «есть чувство, натура и жизнь». Художник и искусствовед Игорь Грабарь отмечал, что лучше всего у Репина получилась центральная часть полотна и «то свежее и сильное в живописи, что мы видим во всей центральной части, знаменовало уже некую новую веху», а в «плотном тексте красочного слоя» можно узнать того Репина, который через несколько лет закончит своё новое полотно «Крестный ход в Курской губернии». Отмечая, что многие критики осуждали «Проводы новобранца» за излишнюю сентиментальность, искусствовед Ольга Лясковская писала, что эта картина «заслуживает к себе совсем иного отношения», потому что она играет заметную роль в творческой биографии Ильи Репина.

## История

### Предшествующие события и работа над картиной

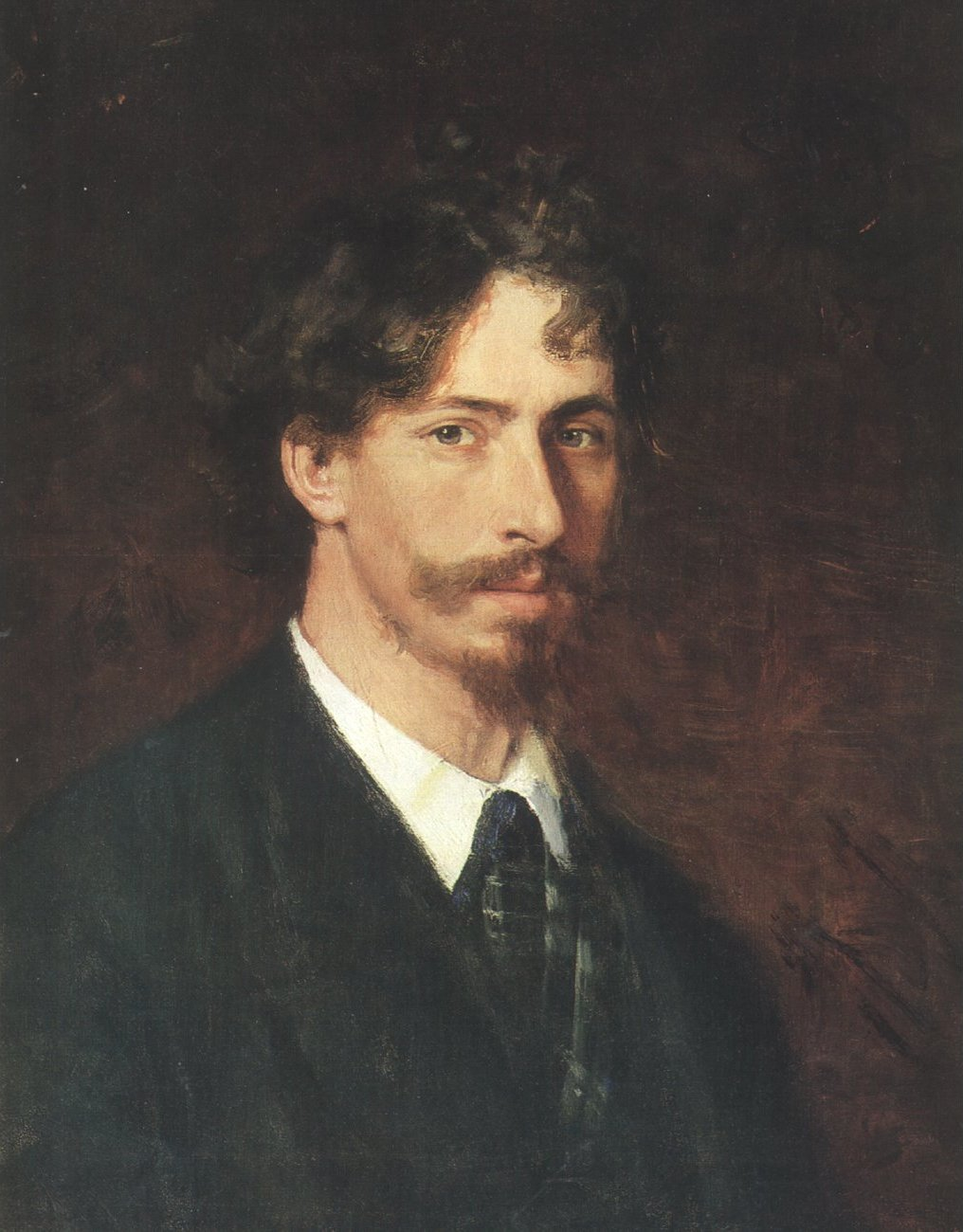
Илья Репин. Автопортрет (1878, ГРМ)

В 1864—1871 годах Илья Репин обучался в Императорской Академии художеств, где сначала (до сентября 1864 года) был вольнослушателем, а затем — постоянным учеником. Его наставниками в классе исторической живописи были Фёдор Бруни, Алексей Марков и Пётр Шамшин, он также учился у Петра Басина и Тимофея Неффа. В 1871 году за полотно «Воскрешение дочери Иаира» (ныне в ГРМ) Репин был удостоен большой золотой медали Академии художеств. Вместе с этой наградой он получил звание классного художника 1-й степени, а также право на пенсионерскую поездку за границу. До выезда из России Репин закончил большое полотно «Бурлаки на Волге» (ныне в ГРМ), над которым он работал в 1870—1873 годах. В 1873 году художник побывал в Австро-Венгрии и Италии, а затем обосновался во Франции, где жил и работал до лета 1876 года.
В июле 1876 года Репин вернулся из Парижа в Санкт-Петербург, а в октябре того же года вместе с семьёй отправился в свой родной город Чугуев, расположенный в Харьковской губернии, где (с небольшими перерывами) прожил до начала осени 1877 года. В этот период художник много работал над крестьянской тематикой — в частности, создал выразительные портреты крестьян «Мужик с дурным глазом» (1877, ныне в ГТГ) и «Мужичок из робких» (1877, ныне в Нижегородском государственном художественном музее). Кроме того, Репин не обошёл вниманием и тему начавшейся в 1877 году Русско-турецкой войны, работая над такими картинами, как «Возвращение с войны» (1877, ныне в Эстонском художественном музее) и «„На Родину“. Герой минувшей войны» (1878, ныне в ГТГ).
В сентябре 1877 года Репин приехал в Москву и поселился в доме купчихи Ягодиной в Тёплом переулке (ныне улица Тимура Фрунзе). Там он жил до конца октября 1879 года. Именно в этот период, с 1877 по 1879 год, Репин работал над картиной «Проводы новобранца». В летние месяцы он уезжал в Абрамцево, где имел возможность заниматься живописью в мастерской, выделенной ему Саввой Мамонтовым, владельцем усадьбы. Летом 1878 года художник работал над эскизами и этюдами к «Про́водам новобранца». В одном из писем, написанных в этот период, он сообщал Владимиру Стасову: «Я со всей семьёй живу уже более месяца в Абрамцеве у Мамонтовых; живётся очень легко, хорошо и не скучно. <…> Есть чудесная мастерская, хотя летом в ней не работается; я всё на солнце, да на воздухе работаю». Над окончательной версией полотна «Проводы новобранца» Репин работал в 1879 году в Москве и в Абрамцеве. Работу над картиной он держал в секрете — она «ушла» из его мастерской «минуя Третьякова и даже через голову Крамского и Передвижной выставки».
Писатель Корней Чуковский в своём дневнике (в записях 1913 года) приводил рассказ Репина, согласно которому и «Бурлаки на Волге», и «Проводы новобранца» («другая народническая моя картина» после «Бурлаков») были написаны по заказу великого князя Владимира Александровича, который с 1876 года был президентом Императорской Академии художеств. Во время работы Репина над «Проводами новобранца» великий князь навестил художника в его мастерской в Тёплом переулке, «увидел этюды, ничего не сказал», но потом из Санкт-Петербурга пришла телеграмма, гласившая, что Владимир Александрович «оставляет Вашу картину за собой». Вера Алексеевна Репина, жена художника, так вспоминала о визите великого князя: «Приезжал смотреть картину „Проводы новобранца“ великий князь Владимир Александрович. Я помню, как улицу у нашего дома усыпали жёлтым песком, она вся как-то опустела, и только деревянными игрушечными солдатиками виднелись городовые».

### Продажа полотна и 8-я передвижная выставка

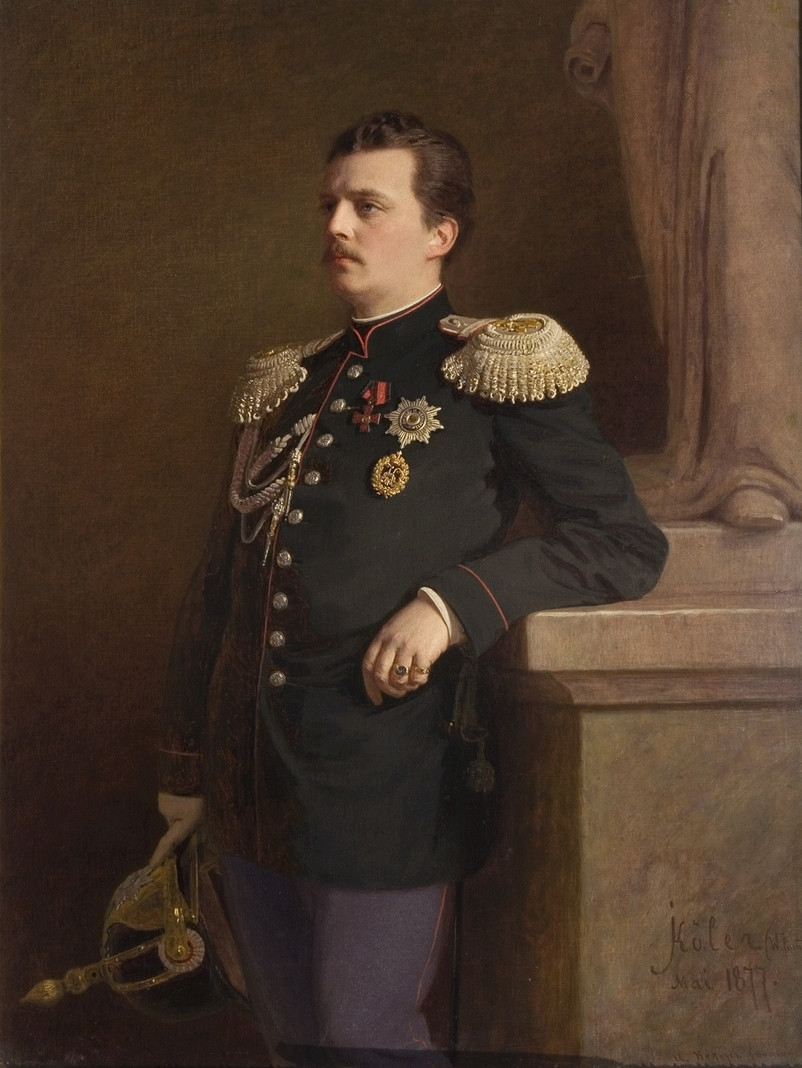
Йохан Кёлер. Портрет великого князя Владимира Александровича (около 1878)

Как и ожидалось, картину приобрёл Владимир Александрович. Во Владимирском дворце, где жил великий князь, «Проводы новобранца» были вывешены в бильярдной комнате, напротив приобретённых им ранее «Бурлаков на Волге».
По словам художника и искусствоведа Игоря Грабаря, подробности приобретения полотна остались неизвестными, хотя, возможно, обошлось не без участия тогдашнего конференц-секретаря Академии художеств Петра Исеева. Это подтверждается опубликованными в 1969 году письмами Репина к Исееву. В частности, в письме от 22 декабря 1879 года художник писал: «Спешу поблагодарить Вас за содействие: деньги из конторы В[еликого] кн[язя] Владимира я получил, остальные 20 декабря» (в примечании к письму указано, что имеется в виду гонорар за картину «Проводы новобранца»). К тому времени о продаже полотна «Проводы новобранца» знал и художник Иван Крамской — в письме к Павлу Третьякову от 26 ноября 1879 года он сообщал, что в те дни в Санкт-Петербурге находился Репин, который «привёз картину к великому князю». По мнению Крамского, «картина эта, столь ординарная по замыслу и по прочему, кончилась у него [Репина] хорошо», «середина положительно хороша, особенно по краскам».
В письме от 18 марта 1880 года, написанном во время проведения 8-й выставки Товарищества передвижных художественных выставок («передвижников»), Репин сообщал Исееву, что он поручил реставратору Александру Сидорову взять картину «Проводы новобранца» в Санкт-Петербурге «для перевода её на другой холст и заделки швов». После этого картина должна быть отправлена к Репину в Москву «для окончательной заправки реставрации и для выставки её здесь, на передвижной выставке, так как вел[икий] князь разрешил». Репин просил конференц-секретаря, чтобы он сказал там «кому следует», «чтобы не задержали картину на выставке, ни раму, которую возьмут передвижники для отправки сюда вместе с выставкой». 8-я передвижная выставка открылась 6 марта 1880 года в Санкт-Петербурге и продолжалась там до 9 апреля, а затем переехала в Москву, где проходила с 15 апреля по 15 мая. В петербургской части выставки картина «Проводы новобранца», по-видимому, не участвовала — её не было в петербургском каталоге и она не упоминалась в публикациях этого периода, посвящённых выставке. На московской же части выставки картина экспонировалась, и отзывы о ней регулярно появлялись в периодической печати во второй половине апреля и в мае 1880 года. В ноябре 1880 года в журнале «Всемирная иллюстрация» была опубликована репродукция картины «Проводы новобранца», которая сопровождалась иллюстрирующим её рассказом писателя и журналиста Аркадия Эвальда.

### Последующие события
Согласно переписке Репина и Крамского, осенью 1880 года полотно «Проводы новобранца» опять находилось у реставратора Сидорова. В письме от 28 октября Крамской сообщал Репину, что «Сидоров не выдаёт картины, потому что она у него копируется, хотя перевод на новый холст кончен давно, остались едва заметные полоски, где были швы, но эти полоски он оставляет, чтобы говорить, что картина не кончена». По словам Крамского, он сам был у Сидорова, поскольку он должен передать полотно великому князю Владимиру Александровичу, однако реставратора, несмотря на его обещания, в назначенный срок не оказывается на месте. В письме от 7 ноября 1880 года Крамской писал Репину, что ему, наконец, удалось забрать картину и что в конечном счёте швы были заделаны очень хорошо, «Сидоров — молодец!».

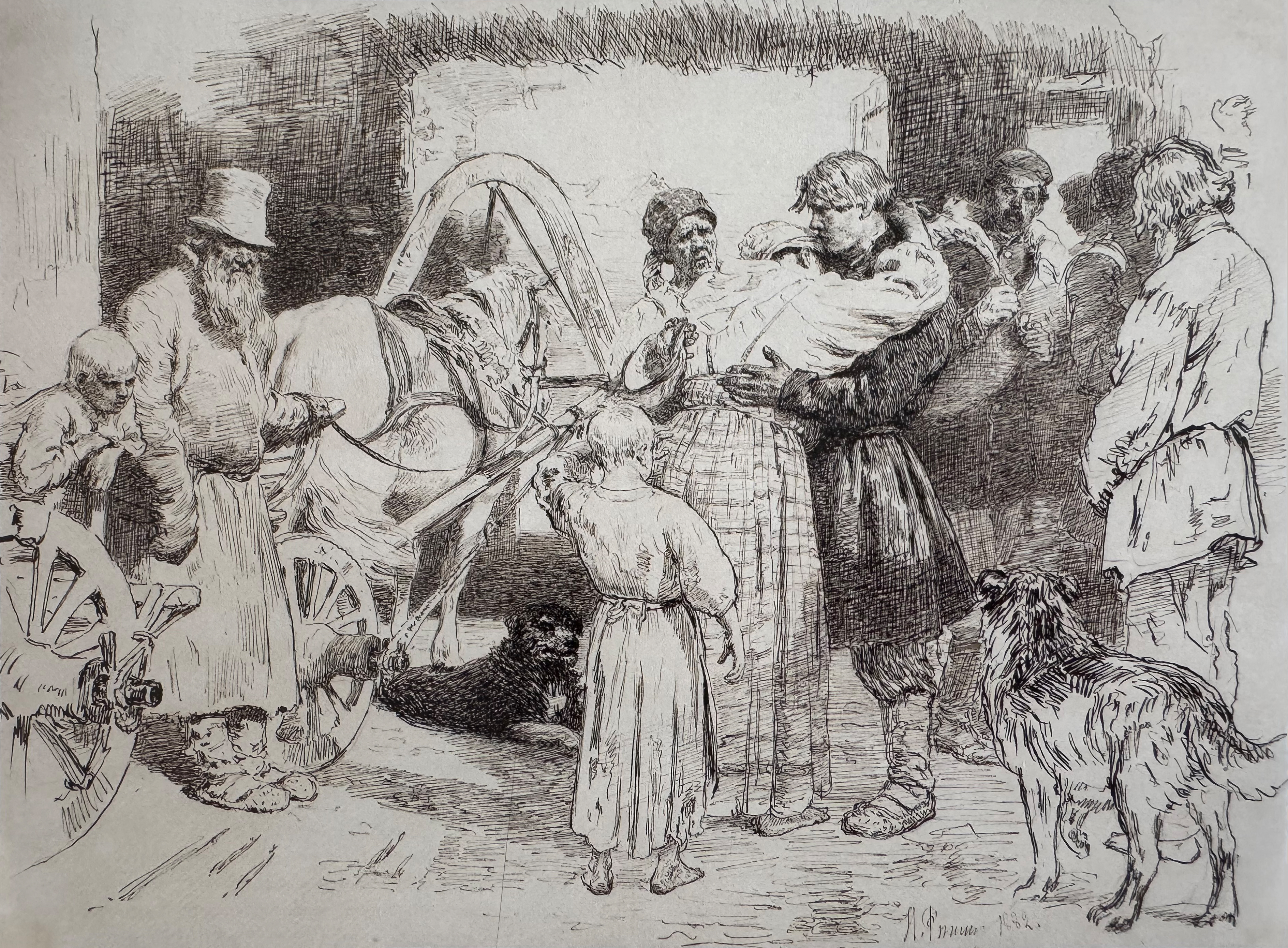
Илья Репин. Проводы новобранца (рисунок, 1882, ГТГ)

В 1881 году полотно «Проводы новобранца» было представлено на Выставке картин русской новой и старой школ, проходившей в здании Академии художеств в Санкт-Петербурге, однако особого успеха на этой выставке оно не имело. В 1882 году картина экспонировалась на Всероссийской промышленно-художественной выставке, состоявшейся в Москве. Помимо неё, в художественном отделе выставки были представлены ещё четыре работы Репина — «Воскрешение дочери Иаира», «Бурлаки на Волге», «Протодиакон» и «Портрет В. В. Стасова». Для каталога выставки 1882 года Репин сделал рисунок с картины «Проводы новобранца» (бумага, тушь, перо, 20,8 × 27,8 см, ГТГ, инв. 7329), который затем находился в собрании Ивана Цветкова, а в 1921 году был передан в Третьяковскую галерею из Цветковской галереи.

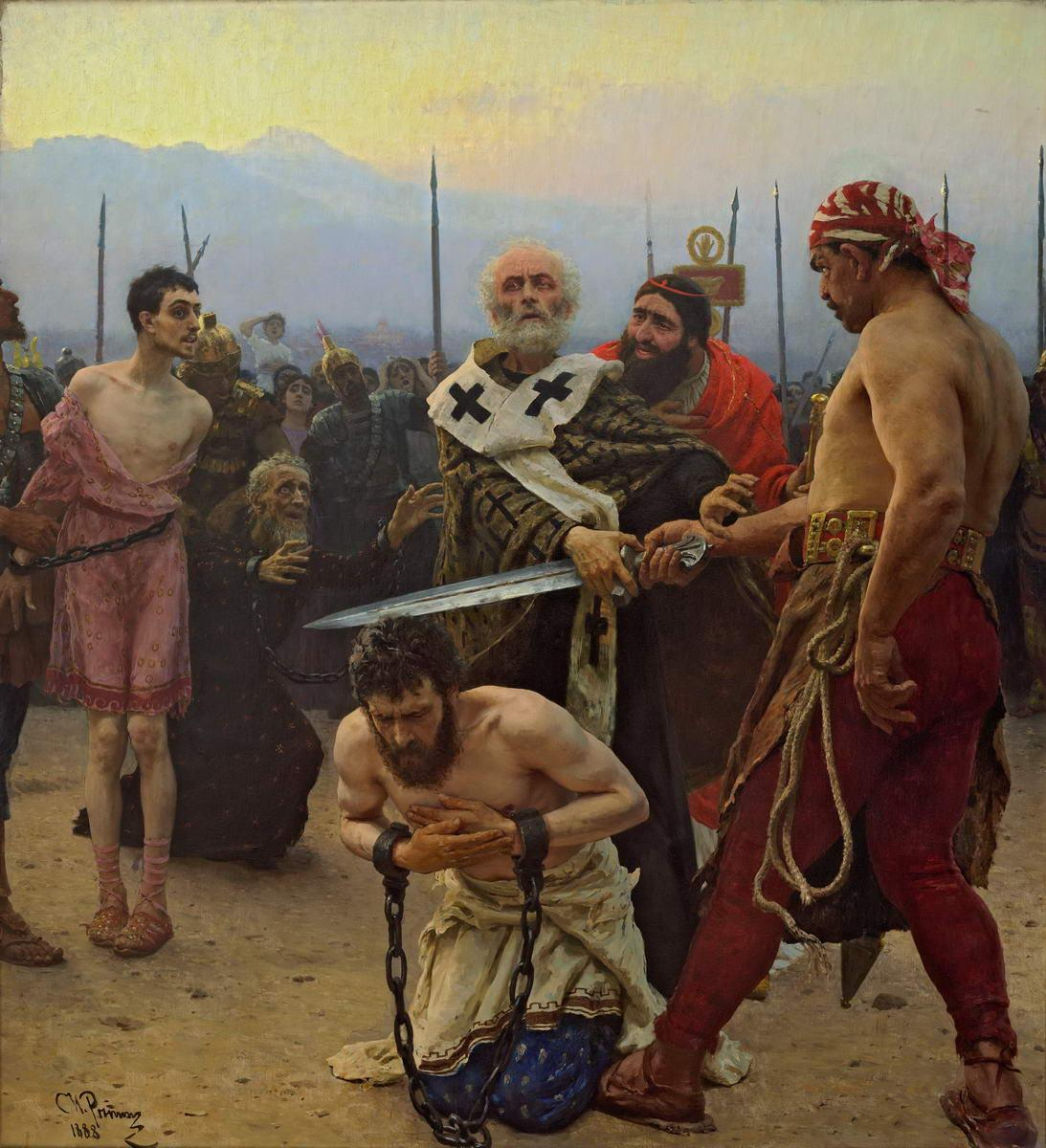
Илья Репин. Николай Мирликийский избавляет от смерти трёх невинно осуждённых (1888, ГРМ)

В 1891 году две картины Репина — «Проводы новобранца» и «Николай Мирликийский избавляет от смерти трёх невинно осуждённых» — вместе с другими произведениями русских художников экспонировались на международной выставке в Берлине, посвящённой 50-летию Берлинской академии искусств. Репинские полотна были высоко оценены публикой и критикой. В частности, художественный обозреватель берлинской газеты National-Zeitung Георг Фосс отмечал, что главные художественные качества картины «Проводы новобранца» состоят в верном и глубоком выражении национального типа, а общим впечатлением она напомнила ему «золотой век Рембрандта». В 1897 году «Проводы» экспонировались на Всеобщей художественно-промышленной выставке в Стокгольме, на которой русское искусство было представлено 21 произведением девяти художников. В их числе выделялись репинские «Бурлаки на Волге», «Проводы новобранца» и эскиз «Запорожцев».
В 1909 году скончался владелец картины — великий князь Владимир Александрович, однако вплоть до Октябрьской революции полотно «Проводы новобранца» оставалось во Владимирском дворце. В 1918 году картина была передана из бывшего дворца Владимира Александровича в Государственный Русский музей, где она и находится до сих пор. В настоящее время картина выставляется в зале № 34 Михайловского дворца, где, кроме неё, находятся другие известные произведения Репина, среди которых «Запорожцы», «Николай Мирликийский избавляет от смерти трёх невинно осуждённых», а также портреты В. В. Стасова, А. Г. Рубинштейна и И. Р. Тарханова.
Картина «Проводы новобранца» экспонировалась на персональных выставках Репина, проходивших в 1925 и 1937 годах в Государственном Русском музее в Ленинграде и в 1936 и 1958 годах в Государственной Третьяковской галерее в Москве. Картина принимала участие в выставке «Крестьянский мир в русском искусстве», проходившей с мая по август 2005 года в Государственном историческом музее в Москве, а затем, с октября 2005 года по февраль 2006 года, в корпусе Бенуа Государственного Русского музея в Санкт-Петербурге. Полотно также было одним из экспонатов юбилейной выставки к 175-летию со дня рождения Репина, проходившей с марта по август 2019 года в Новой Третьяковке на Крымском Валу, а затем, с октября 2019 года по март 2020 года, — в корпусе Бенуа Русского музея.

## Сюжет, композиция и действующие лица
Тема, выбранная художником для полотна «Проводы новобранца», тесно связана с историческими событиями, происходившими в Российской империи в 1870-х годах. Во-первых, в 1874 году вышел указ (высочайший манифест) императора Александра II о замене рекрутского набора всеобщей воинской повинностью. Согласно указу, устанавливались следующие сроки службы: в сухопутных войсках — шесть лет в строю и девять лет в запасе, а на флоте — семь лет в строю и три года в запасе. Этот указ завершал военные реформы 1860—1870-х годов, которые осуществлялись под руководством военного министра Дмитрия Милютина. Именно после этого призывников стали называть не рекрутами, а новобранцами. Во-вторых, в 1877 году началась Русско-турецкая война, в которой принимали участие многие из новобранцев, призываемых в русскую армию.
Действие, описываемое на картине, происходит на типичном русском крестьянском дворе. Семья прощается с новобранцем. В самом центре полотна изображён светловолосый парень и обнявшая его молодая жена, одетая в белую рубаху с розовыми рукавами и красный сарафан с серо-жёлтым узором. Центральную пару слева и справа «оттеняют» фигуры немолодой крестьянки и бывалого солдата, с сочувствием смотрящего на прощающихся молодожёнов. На переднем плане спиной к зрителю стоит девочка в белой рубашке и розовом сарафане. Правее неё находится собака — по-видимому, дворняга. В левой части полотна изображена белая лошадь с телегой, к которой прислонился крестьянин — отец или тесть новобранца. По всей видимости, на этой телеге и уедет из деревни будущий солдат. Позади телеги крестьянка завязывает мешок, по-видимому, незаметно положив в него какой-то гостинец для новобранца. В телеге сидит светловолосый мальчик, с восхищением и завистью наблюдающий за прощающимся новобранцем. Рядом с телегой лежит ещё одна собака, тоже дворняга.
Фрагменты картины «Проводы новобранца»

## Эскизы и этюды

### Эскиз или повторение-вариант

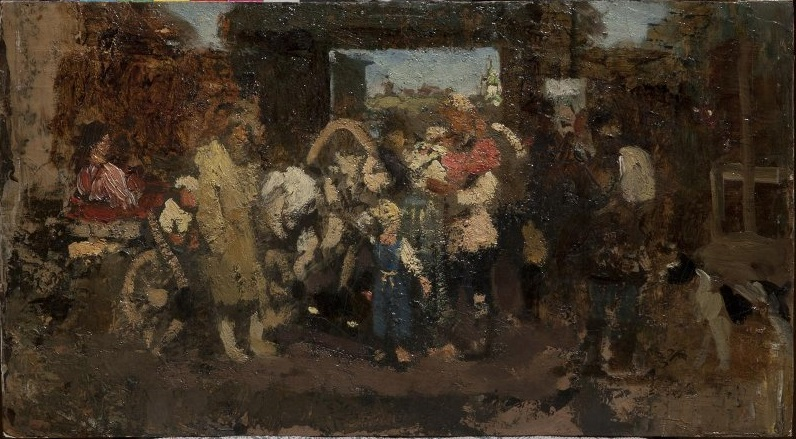
Проводы новобранца (эскиз или повторение-вариант, ГРМ)

В Государственном Русском музее хранится ещё одна работа Репина под названием «Проводы новобранца» (картон, масло, 27,5 × 49,5 см, инв. Ж-4062), поступившая в 1918 году из собрания Николая Ермакова, — по разным сведениям, или эскиз, или авторское повторение-вариант. В каталоге персональной выставки Репина, проходившей в 1925 году в Русском музее, эта работа была описана так: «Один из первых эскизов к одноимённой картине 1879 г[ода], в общем сходный с ней по композиции; фигуры и предметы едва намечены пятнами и мазками». Игорь Грабарь в своей монографии о Репине датировал это произведение 1878 годом и писал, что «к „Проводам новобранца“ известен пока только один эскиз — прекрасный, радостный, цветистый, перешедший в Русский музей из собрания Н. Д. Ермакова». В Государственном каталоге Музейного фонда Российской Федерации это произведение также названо эскизом и датировано 1878—1879 годами. Однако в изданном в 2017 году соответствующем томе каталога Государственного Русского музея утверждается, что эта работа представляет собой «уменьшенное повторение-вариант одноимённой картины», созданное в 1890-х годах.

### Живописные этюды
В собрании Ульяновского областного художественного музея хранится этюд «Солдат» (не позднее 1879, холст, масло, 61,5 × 48,5 см, инв. Ж-321). Этот этюд находился в коллекции А. А. Киселёва (Москва), затем — у О. Д. Левенфельда (Москва), а потом попал в собрание Ульяновского краеведческого музея, откуда был передан в Ульяновский областной художественный музей. Этюд был создан Репиным в процессе поисков образа солдата, стоящего справа от новобранца. По словам искусствоведа Ольги Лясковской, «самоуверенная осанка, приподнятая голова мужчины в расцвете лет далеки от того содержания, которое придал художник этому образу в картине».
В коллекции музея-заповедника «Абрамцево» находится этюд «Старуха» (1879, холст на картоне, масло, 18 × 12 см, инв. Ж-316). В каталоге персональной выставки Репина 1937 года, проходившей в Русском музее, этот этюд фигурирует под названием «Старуха-крестьянка» (на тот момент он находился в собрании И. П. Денисова, Ленинград). В собрании Русского музея хранится этюд «Мальчик в красной рубашке» (1878, холст на картоне, масло, 24,3 × 14,7 см, инв. Ж-1001). Известно, что он поступил в музей в 1940 году, однако источник поступления неизвестен.
Живописные этюды для картины «Проводы новобранца»
В собрании Государственной Третьяковской галереи хранится этюд «Дворик» (1879, холст, масло, 28,1 × 44,5 см, инв. 723), на котором изображён двор Матвея Рахмановского — крестьянина деревни Быково, расположенной недалеко от усадьбы Абрамцево. «Дворик» экспонировался на персональной выставке Репина, проходившей в 1891 году в Санкт-Петербурге. С этой выставки он был приобретён у автора Павлом Третьяковым. Этот этюд упоминается в письме Третьякова к Репину от 17 января 1892 года. В хельсинкском Атенеуме находится ещё один этюд на ту же тему — «Крестьянский двор» (1878, масло, 30 × 28 см, инв. A-1995-76).
Два живописных этюда хранятся в Национальной галерее в Праге — «Дети» (1878, холст, масло, 28 × 45 см, , инв. O-3244) и «Телега» (1878, доделан в 1920-х, холст на картоне, масло, 49 × 69 см, инв. O-3246). Ранее эти этюды находились в собрании Галереи современного искусства Чешского королевства. На первом из них сделано несколько зарисовок с деревенских детей. Некоторые из них были использованы в окончательной версии полотна — в частности, для фигур плачущей девочки на переднем плане и светловолосого мальчика, сидящего на телеге. Кроме того, вполне вероятно, что голова подростка с белокурыми волосами была использована художником при работе над образом новобранца. Лошадь и телега с другого этюда в том же положении были перенесены на картину. По словам искусствоведа Александра Замошкина, оба этюда, особенно тот, на котором изображены дети, «сделаны свободно, с мастерством, колоритностью и блеском».
Живописные этюды для картины «Проводы новобранца»

### Графические этюды
В Третьяковской галерее хранятся графические этюды «Молодой крестьянин в поддёвке с заплечным мешком» (1878, 30 × 19,9 см), «Крестьянка, протягивающая руки вперёд. Крестьянский парень, играющий на дудке» (29,8 × 19,9 см), «Плачущая девочка, стоящая спиной» (бумага, графитный карандаш, растушка, 25 × 16,6 см), «Плачущая девочка, стоящая спиной. Полуфигура плачущей девочки» (три и два варианта, бумага, графитный карандаш, 24,8 × 16,7 см), «Плачущая женщина, вытирающая глаза передником» (пять вариантов, бумага, графитный карандаш, 30 × 20 см, рисунок не был использован в картине) и «Новобранец» (1878—1879, бумага, графитный карандаш, растушка; этюд был также использован при работе над картиной «Крестный ход в Курской губернии»). Кроме того, в Третьяковской галерее хранится этюд «Крестьянский дворик» (бумага, графитный карандаш, 35,3 × 26,1 см), созданный Репиным летом 1879 года в деревне Репихово, расположенной неподалёку от Абрамцева.
Графические этюды для картины «Проводы новобранца»
В Русском музее хранится этюд «Две обнявшиеся крестьянки» (1878, бумага, акварель, графитный карандаш, 29,9 × 20 см, инв. Р-7866), поступивший в 1918—1927 годах из коллекции Николая Ермакова. Этот этюд был исполнен Репиным для работы над центральной группой композиции. Искусствовед Наталия Моргунова-Рудницкая так писала об этой акварели: «Сколько в ней искреннего и тёплого чувства, какое умение художника рисовать!» По словам искусствоведа Алексея Сидорова, этот этюд исполнен Репиным «с большой добросовестностью и полной законченностью».
В собрании Национальной галереи в Праге находится относящийся к первоначальному замыслу картины рисунок «Крестьянский парень», на котором изображён молодой новобранец (бумага, графитный карандаш, растушка, 29,5 × 20 см). Там же хранится рисунок «Крестьянка» (1878, бумага, карандаш, 29,7 × 19,8 см).
Графические этюды для картины «Проводы новобранца»
Искусствовед Александр Замошкин сообщал, что во время своего визита в Хельсинки в ноябре 1948 года он видел ряд ранее неизвестных рисунков Репина, созданных при работе над картиной «Проводы новобранца». На одном листе, датированном 1877 годом, собрано несколько изображений: отец и мать новобранца, ребёнок у крыльца (в правой части картины), руки новобранца и лошадь. На другом рисунке даны разные типы крестьян — молодой парень, крестьянин и крестьянка (вероятно, новобранец и его родители). Кроме того, на этом же рисунке изображена собака. В репинском альбоме 1878 года находятся несколько рисунков для различных персонажей полотна и предметов крестьянского обихода — девочки с ребёнком на руках, девочки, стоящей на переднем плане спиной к зрителю, рук в различных положениях, лошади, телеги и дуги. Также упоминался рисунок окна крестьянской избы со ставнями и наличниками.

## Отзывы и критика

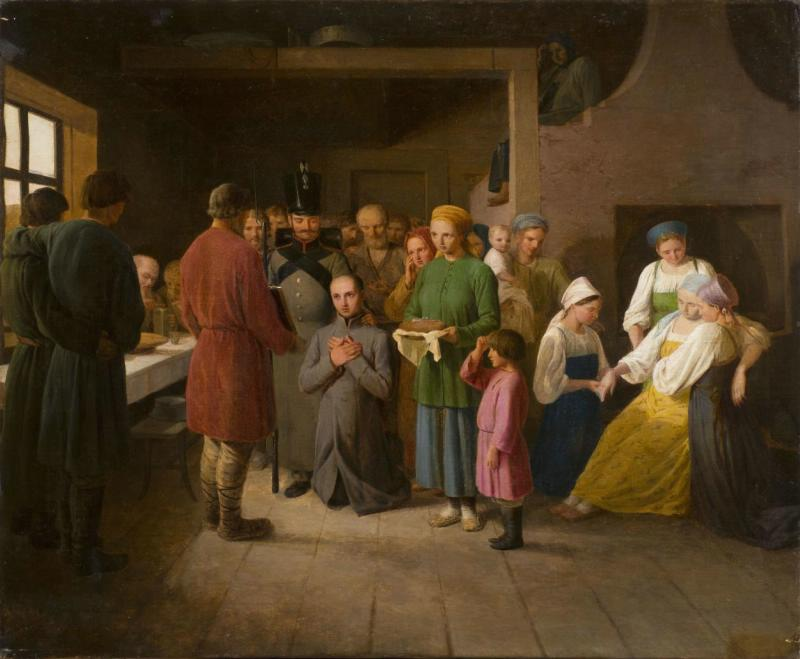
Алексей Венецианов. Благословение рекрута (конец 1830-х, Павловск)

Художественный критик Владимир Стасов в опубликованной в 1883 году статье «Двадцать пять лет русского искусства» писал, что в картинах «Царевна Софья» и «Проводы новобранца», написанных Репиным за последние годы, «присутствует вся его талантливость», однако при этом они «всё-таки не принадлежат к числу настоящих, крупных его созданий». Причину малого успеха этих произведений Стасов видел в несвойственности взятых сюжетов натуре художника. В частности, по мнению Стасова, в «Проводах новобранца» Репин «тронул сентиментальную, плаксивую ноту, вовсе не свойственную его натуре», в результате чего «картина не удалась, и ни одно действующее лицо ничего не выразило ни на лице, ни в позе, кроме придуманности и условной группировки», за исключением жены новобранца, в образе которой «есть чувство, натура и жизнь». Тем не менее Стасов признавал, что в живописном отношении многие части этих полотен были написаны «с изумительным мастерством, колоритностью и блеском».
Искусствовед Сергей Эрнст отмечал, что тема репинского полотна «Проводы новобранца» перекликается с написанной за четыре десятилетия до него картиной Алексея Венецианова «Благословение рекрута» (конец 1830-х, Павловский музей-заповедник). По мнению Эрнста, «Проводы новобранца» можно отнести к самым народным и самым национальным картинам русской школы, наряду с произведениями Венецианова, Сурикова и Серова. При этом Эрнст полагал, что основное значение «Про́водов» Репина состоит «в простом и глубоком впечатлении», с которым передана им вся сцена, «в чистоте выражения народного характера, в полноте живописного выражения». Эрнст высоко оценивал чисто живописное значение этого полотна: по его словам, «центральная часть картины, разрешение задачи света, совсем особенный, предвещающий Левитана и всю его школу, пейзаж — всё это важнейшие достижения в истории русской живописи второй половины XIX в[ека]».
По мнению искусствоведа Николая Машковцева, полотно «Проводы новобранца» следует отнести к числу второстепенных творений Репина, однако при этом «превосходные этюды к „Проводам“ много сильнее самой картины». Причину этого Машковцев видел в том, что, в отличие от ряда других многофигурных произведений художника, многосложность этого полотна «не подчинена объединяющему композиционному образу». По словам Машковцева, «общая атмосфера картины никак не связана с её темой, и превосходная живопись не создаёт соответствующего теме настроения».

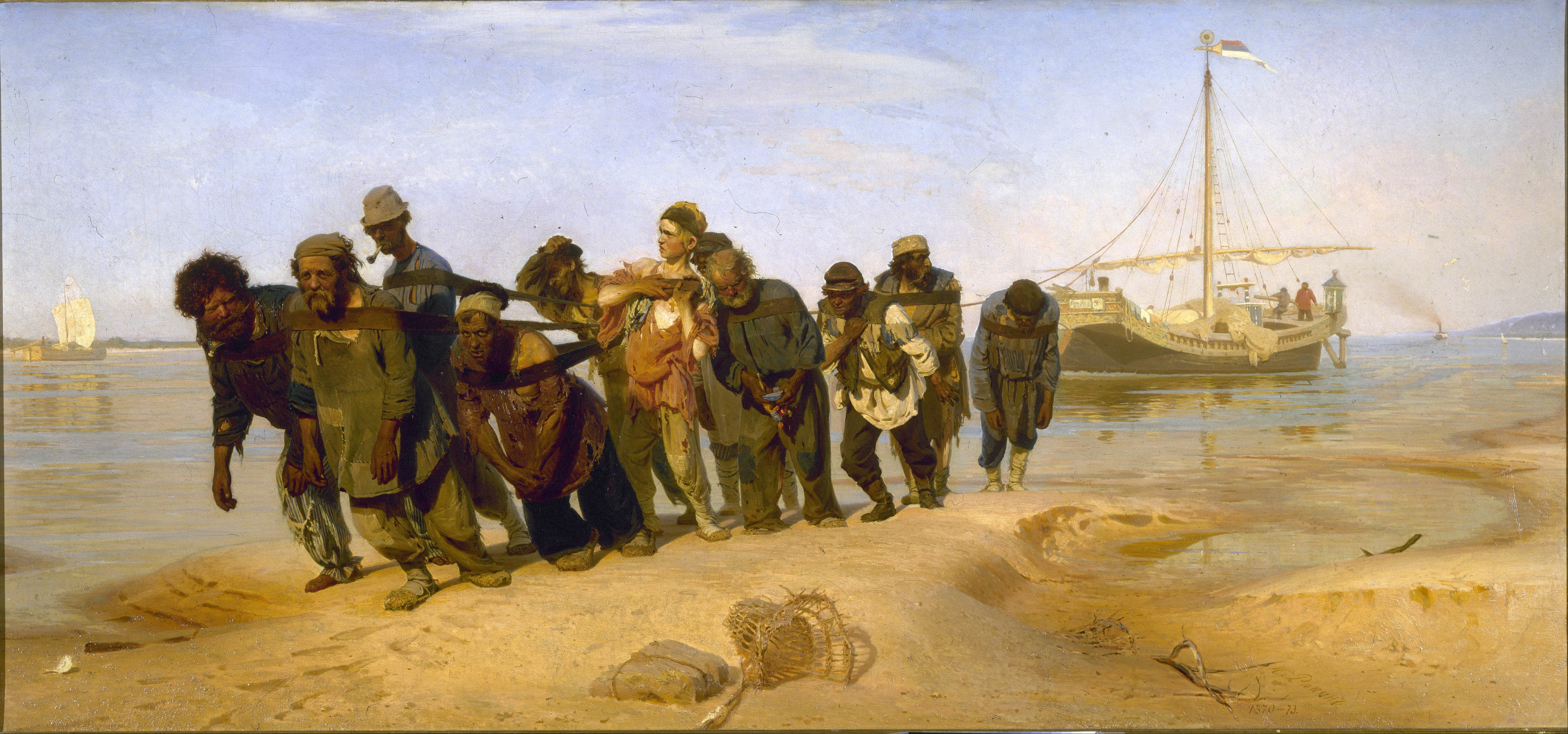
Илья Репин. Бурлаки на Волге (1872—1873, ГРМ)

Художник и искусствовед Игорь Грабарь в своей монографии о Репине писал, что картина «Проводы новобранца» была задумана художником «в том же направлении поисков жизненной правды», что и более раннее полотно «Бурлаки на Волге». По мнению Грабаря, несмотря на то, что в «Проводах новобранца» Репин продемонстрировал новые достижения в области живописи, картина тем не менее уступала «Бурлакам» «темой, глубиной чувства, силой выражения и композиционной стороной». Грабарь отмечал, что лучше всего у Репина получилась центральная часть полотна, в то время как левая и особенно правая части значительно отстают от неё по исполнению. Несмотря на указанные недостатки, Грабарь полагал, что «то свежее и сильное в живописи, что мы видим во всей центральной части, знаменовало уже некую новую веху», а в «плотном тексте красочного слоя» можно узнать того Репина, который через несколько лет закончит своё новое полотно «Крестный ход в Курской губернии».

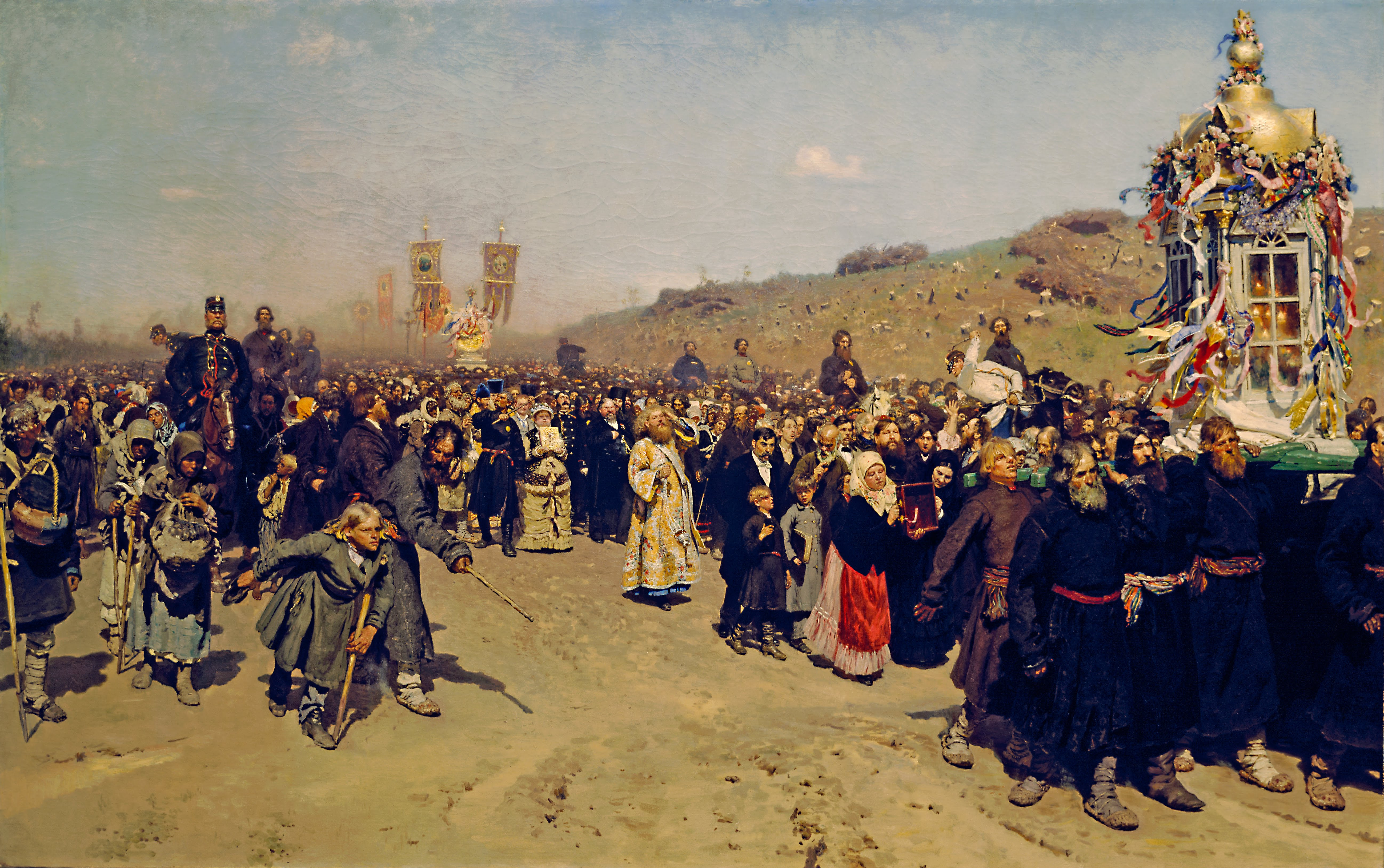
Илья Репин. Крестный ход в Курской губернии (1880—1883, ГТГ)

Отмечая, что многие критики осуждали полотно «Проводы новобранца» за излишнюю сентиментальность, искусствовед Ольга Лясковская писала, что эта картина «заслуживает к себе совсем иного отношения», потому что она играет заметную роль в творческой биографии Ильи Репина. Лясковская полагала, что отсутствие «экспрессии», присущей многим работам Репина того периода, могло быть связано с тем, что картина «выражала какие-то наиболее интимные стороны его личности», поскольку отображённые в ней чувства «проявляются просто, чисто и искренне». Как и Грабарь, Лясковская считала, что «прекрасно найдена» и хорошо исполнена в колористическом отношении центральная группа полотна, на которой изображены прощающиеся крестьянский парень и его жена.
Искусствовед Дмитрий Сарабьянов писал, что картина «Проводы новобранца» «не принесла Репину большой славы и не вошла в число его лучших произведений», однако при этом в ней были определённые достоинства, связанные с умением художника правдиво показать простые характерные черты русской деревенской жизни того времени. По словам Сарабьянова, «„Проводы“ проникнуты большой любовью художника и теплотой его отношения к русским крестьянам» — некоторые персонажи этого полотна написаны с большой убедительностью и демонстрируют красоту и выразительность, заключённую в простых крестьянских лицах, однако при этом «заметен налёт сентиментального отношения к теме: Репин не сумел показать силу людей и ограничился жалостью и сочувствием к ним». По мнению Сарабьянова, «Проводы новобранца» представляют собой шаг вперёд в репинской пленэрной живописи, поскольку художник «вывел своих героев из интерьера на воздух». В то же время Сарабьянов отмечал, что «известная пассивность, характерная как для всего образного строя, так и для отдельных персонажей этого произведения, сказалась и в композиционном решении», главный принцип которого — «простое равновесие частей, односложная группировка фигур вокруг центра».
Сравнивая «Проводы новобранца» с более ранним многофигурным «крестьянским» полотном «Бурлаки на Волге», американский искусствовед Элизабет Кридл Валкенир делала вывод, что зарубежная поездка 1873—1876 годов принесла большую пользу живописной технике Репина — его кисть стала более свободной, улучшились композиция и светопередача. По словам Валкенир, в картине «Проводы новобранца» фигуры людей гармонически сочетаются с фоном, выдержана однородная цветовая гамма, а сюжет представлен с такой отстранённой объективностью, что, несмотря на драматизм описываемой ситуации, произведение воспринимается в первую очередь как живописное, а не как повествовательное. В целом, по мнению Валкенир, «Проводы новобранца» представляют собой «эпически торжественную» многофигурную композицию, выполненную в прекрасной гармоничной тональности.

## Комментарии
1. ↑  Для датировки событий, происходивших в Российской империи, используется юлианский календарь («старый стиль»).
2. 1 2  Александр Исидорович (Сидорович) Сидоров (1835—1906) — художник-реставратор, работавший в Эрмитаже[36][37].
3. ↑  В качестве одной из предтеч картины Ильи Репина «Проводы новобранца» также упоминается полотно Сергея Грибкова «Проводы рекрута» (1870), нынешнее местоположение которой неизвестно. В статье «Московские очерки», опубликованной в 1870 году в газете «Голос» за подписью «Яков Б.», отмечалось: «В первой зале замечательна картина Грибкова „Прощание“: молодой солдат-новобранец прижал к груди девушку, и оба замерли в рыданиях. Сюжет прост, но картина дышит такой неподдельною правдою, что трудно от неё оторваться»[98].